# Canopinus
Canopinus är ett släkte av skalbaggar. Canopinus ingår i familjen vivlar.
Kladogram enligt Catalogue of Life:
| Canopinus | \| \| Canopinus rectirostris \| \| \| \| |
|           | \| \| Canopinus rectirostris \| \| \| \| |
|           | Canopinus rectirostris                   |
|           |                                          |